# دیسپینا اولمپیو
دیسپینا اولمپیو (به انگلیسی: Despina Olympiou) (زاده ۱۷ اکتبر ۱۹۷۵) خواننده قبرسی است.
او در مسابقه آواز یوروویژن ۲۰۱۳ نماینده قبرس بود.